# 朴明哲
朴 明哲（パク・ミョンチョル、朝鮮語: 박명철、1941年9月15日 - ）は、朝鮮民主主義人民共和国の政治家。朝鮮民主主義人民共和国オリンピック委員会委員長、内閣体育指導委員会委員長、祖国統一民主主義戦線書記局長兼議長。最高人民会議常任委員会委員、最高裁判所所長、朝鮮民主主義人民共和国国防委員会参事などを歴任。プロレスラーの力道山の娘婿。元重量挙げ選手。

## 経歴
1941年、日本統治時代の朝鮮平安南道平壌に生まれる。朝鮮体育大学卒業。妻は力道山の娘金英淑農業相。娘は重量挙げ女子代表監督を務めた。妹の朴明善は内閣副総理を務めた。張成沢の側近とされた。
1993年には朝鮮民主主義人民共和国オリンピック委員会委員長に任命され、1998年に体育相に就任した。翌1999年には内閣体育指導委員会委員長に任命された。2002年に釜山で行われた2002年アジア競技大会で選手団団長として参加した。2003年に最高人民会議第11期代議員に選出された。
2003年末、張成沢も参加した、張に親しい幹部の子息の結婚式に参加した帰路、事故に遭った。
2004年にはオリンピック委員会委員長を解任され、内閣体育指導委員長に就任した。2009年には朝鮮民主主義人民共和国国防委員会参事に選出され、2010年にはオリンピック委員会委員長、朝鮮労働党中央委員会委員に選出された。この人事は失脚していた張成沢が復権し、側近であった朴が引き立てられたという。この際、金正日総書記（国防委員長）から労いの言葉をかけられている。2012年には体育相を解任された。
2013年に側近として仕えた張成沢が粛清されたが、2014年の第13期最高人民会議代議員選挙での再選が確認され健在だった。2014年4月9日の最高人民会議第13期第1回会議で最高裁判所所長、最高人民会議法制委員会委員に選出されたが、2016年6月29日の最高人民会議第13期第4回会議で解任された。2017年1月に6.15共同宣言実践北側委員会委員長に任命され、4月11日には最高人民会議常任委員会委員に選出された。
2021年9月29日に開催された最高人民会議第14期第5回会議にて、最高人民会議常任委員会委員から召還された。